# Thaumasiochaeta nigriceps
Thaumasiochaeta nigriceps är en tvåvingeart som först beskrevs av Stein 1911.  Thaumasiochaeta nigriceps ingår i släktet Thaumasiochaeta och familjen husflugor.
Artens utbredningsområde är Peru. Inga underarter finns listade i Catalogue of Life.